# André Sloth
André Sloth, né le 20 mai 1944, est un rameur d'aviron français.

## Palmarès

### Championnats du monde
- 1962 à Lucerne
  -  Médaille d'argent en quatre avec barreur[2]